# Pere Robert i Font
Pere Robert i Font (Mataró, 11 de juliol de 1956) ha estat el jugador de waterpolo més destacat i guardonat del Centre Natació Mataró pels èxits aconseguits al llarg de la seva carrera esportiva tant a nivell de clubs com amb la selecció estatal.

## Biografia
S'inicia en el món de la natació i waterpolo als 11 anys al Centre on aconsegueix quedar tercer classificat al Campionat de Catalunya absolut i cinquè en el d'Espanya en la prova de 100 metres esquena.
L'any 1978 fitxa pel Club Natació Montjuïc on hi guanya cinc títols de lliga de waterpolo i aconsegueix quedar subcampió d'Europa l'any 1979. Amb la selecció estatal juga tres Jocs olímpics: Moscou'80, Los Angeles 84, i Seül 88, quatre Campionats d'Europa, 3 Campionats Mundials i 2 Jocs del Mediterrani. Jugant amb la selecció estatal en Pere aconsegueix la primera medalla del waterpolo estatal, al Campionat d'Europa de Roma'83. En la seva carrera esportiva en Pere ha estat seleccionat més de 300 vegades i va ser el capità de la selecció estatal des del 1983 fins al 1988.
A nivell individual en Pere ha rebut moltes distincions que el defineixen com a esportista referent de la ciutat; Millor esportista de Mataró (1989), Millor esportista català de l'any (1984), Medalla d'Or al Mèrit Esportiu de la Federació Espanyola de Natació, Medalla al Mèrit Esportiu de l'Ajuntament de Mataró, Medalla de Plata de la Real Orden del Mérito Deportivo (2011).
Després de la seva carrera esportista com a jugador en actiu en Pere ha desenvolupat tasques de Directiu Esportiu amb la selecció estatal; del 1990 al 1996 va ser el delegat de l'equip absolut de waterpolo estatal que va aconseguir la medalla de plata als Jocs Olímpics de Barcelona i la medalla d'or a Atlanta'96. De 1996 fins al 2008, va ser President de l'Àrea de Waterpolo a la Federación Española de Natación, on va aconseguir la medalla d'or al Mundial de Perth l'any 1999 i a Fukuoka l'any 2001. També va ser el delegat de l'equip als Jocs Olímpics de Sidney 2000, Atenes 2004 i Pekín 2008. De l'any 2008 al 2012 va ser Vicepresident Esportiu de la Federación Española de Natación i Vicepresident Primer Institucional de la Federació Catalana de Natació. A partir del 2012 en Pere Robert és el Vicepresident Primer i Esportiu de la Federació Catalana de Natació i membre de la Junta Honorífica del Centre Natació Mataró.